# Maj Bring
Ebba Maria (Maj) Bring, född 29 augusti 1880 i Uppsala, död 5 december 1971 i Stockholm, var en svensk konstnär. Hon var dotter till Sven Casper Bring.

## Biografi
Bring kom till Göteborg år 1900 för att utbilda sig under Carl Wilhelmson på Göteborgs musei-, rit- och målarskola för att 1902 börja på Konstakademien i Stockholm. Hösten 1905 återvände hon till Göteborg och studier för Wilhelmson. 1908 reste hon till Paris. 1910 såg hon Gertrude Steins modernistiska konstsamling och samma år började hon studera på Matisses målarskola. Norstedts gav 1911 och 1912 ut hennes två ritade barnböcker Sagan om den elaka Nutte och ABCD: en gammal ramsa satt i bild. 
År 1913 hade hon sin debututställning i Stockholm tillsammans med Mollie Faustman, Oscar Molitor och Edvin Ollers. 1921 kuraterade hon tillsammans med Mollie Faustman och Charlotte Mannheimer en stor utställning på Liljevalchs konsthall med enbart kvinnliga konstnärer. 1922 återvände hon till Paris och studerade vid André Lhotes skola. Samma år deltog hon i en utställning på Liljevalchs tillsammans med Carl Wilhelmson och hans elever. 1930 ställde hon ut på Gummesons i Stockholm och öppnade sin målarskola på Södermalm som hon drev fram till 1939. 
Bring var tidigt medlem i Föreningen Svenska Konstnärinnor och under åren 1949 till 1951 var hon dess ordförande. Runt 1952 började hennes syn att bli sämre, vilket ledde till att hon 1964 började experimentera med collage, som hon ställde ut första gången året därpå Hos Petra i Stockholm. 1953 hade hon en retrospektiv utställning på Konstnärshuset i Stockholm. Under 1965–1966 var hon med i ett flertal radioprogram och berättade om sitt liv. 1969 ställde hon ut collage och paljetterade målningar på Gallerie Doktor Glas i Stockholm.
Bring arbetade främst med landskapsmåleri i modernistisk stil och mot senare delen av sitt liv med collage och paljetterade målningar. 1960 gav hon ut sin självbiografi Motsols. 
Bring finns bland annat representerad på Nationalmuseum, Moderna museet, Borås konstmuseum, Jönköpings läns museum, Norrköpings konstmuseum, Uppsala konstmuseum och Waldemarsudde.
En minnesutställning gjordes 1973 på Doktor Glas i Stockholm, och den första separatutställningen om henne efter den skedde 2020, på Uppsala konstmuseum.